# August Reissmann

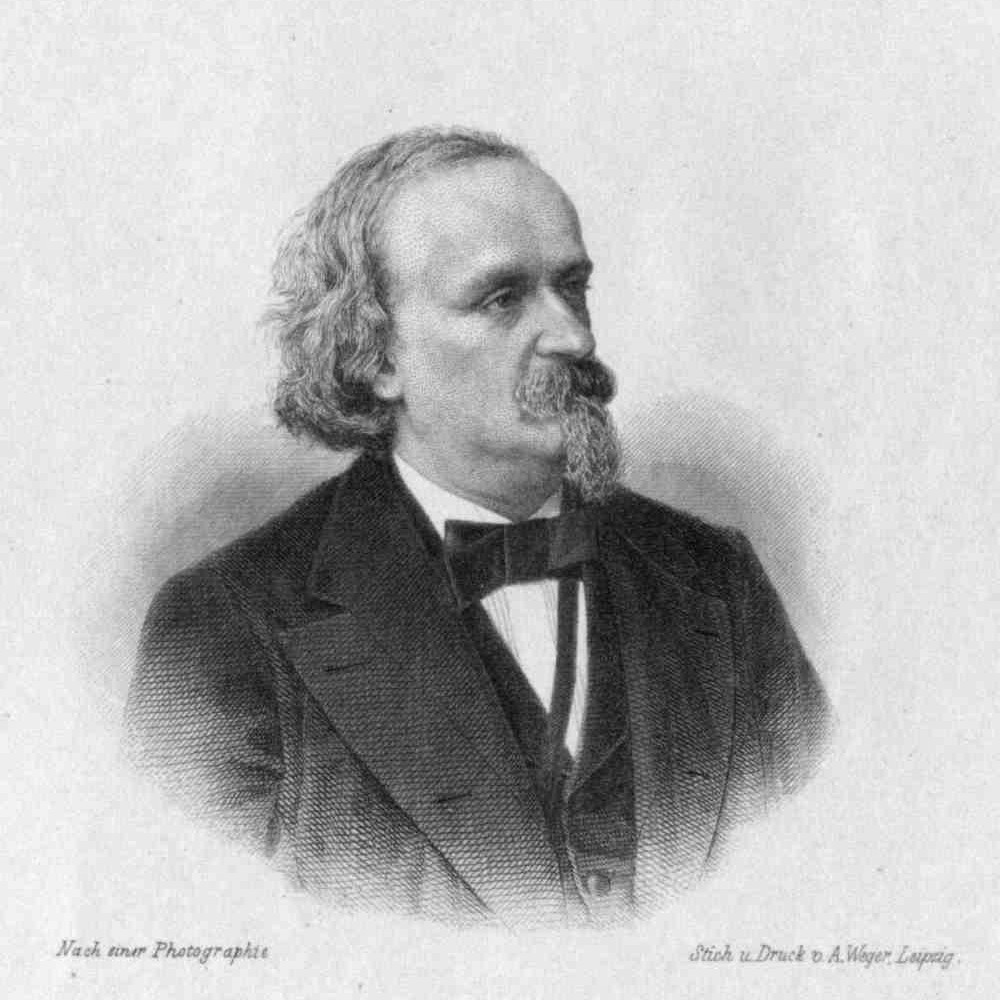
August Reissmann.

August Friedrich Wilhelm Reissmann, född den 14 november 1825 i Frankenstein i Schlesien, död den 13 juli 1903 i Berlin, var en tysk musiker och skriftställare. 
Reissmann, som var lärjunge till Mosewius och Richter med flera, levde som musikskriftställare först i Weimar och Halle, sedermera (1863–1880) i Berlin, där han (1866–1874) höll musikhistoriska föreläsningar i Sterns konservatorium, slutligen i Leipzig (där han 1875 blev filosofie doktor), Wiesbaden och sist åter i Berlin. Hans främsta arbete är Das deutsche Lied in seiner historischen Entwickelung (1861; 2:a upplagan 1874 med titeln Geschichte des deutschen Liedes). Hans övriga historiska arbeten är mer eller mindre kompilationer, dock med självständiga åsikter. Bland hans många verk av olika slag bör nämnas Allgemeine Geschichte der Musik (3 band, 1863–1864), Lehrbuch der musikalischen Komposition (3 band, 1866–1871), Klavier- und Gesangschule (2 band, 1876), Illustrierte Geschichte der deutschen Musik (1880; 2:a upplagan 1882) samt biografier över Schumann (1865; 3:e upplagan 1879), Mendelssohn (1867; 3:e upplagan 1893), Schubert (1873), Haydn (1879), Bach (1881), Händel (1882), Gluck (samma år), Weber (1883). Från 1876 till 1883 redigerade han Mendels stora musiklexikon (band 6–10) och utgav 1882 ett utdrag ur detta: Handlexikon der Tonkunst. Hans kompositioner (flera operor, körverk, violin- och pianosaker, sånger) har inte väckt någon större uppmärksamhet.